# سیارک ۴۸۳۷۳
سیارک ۴۸۳۷۳ (به انگلیسی: 48373 Gorgythion، نامگذاری:2161T-3) چهل و هشت هزار و سیصد و هفتاد و سومین سیارک کشف شده‌است که در ۱۶ اکتبر ۱۹۷۷ کشف شد.